# Mississippi Mud Pie

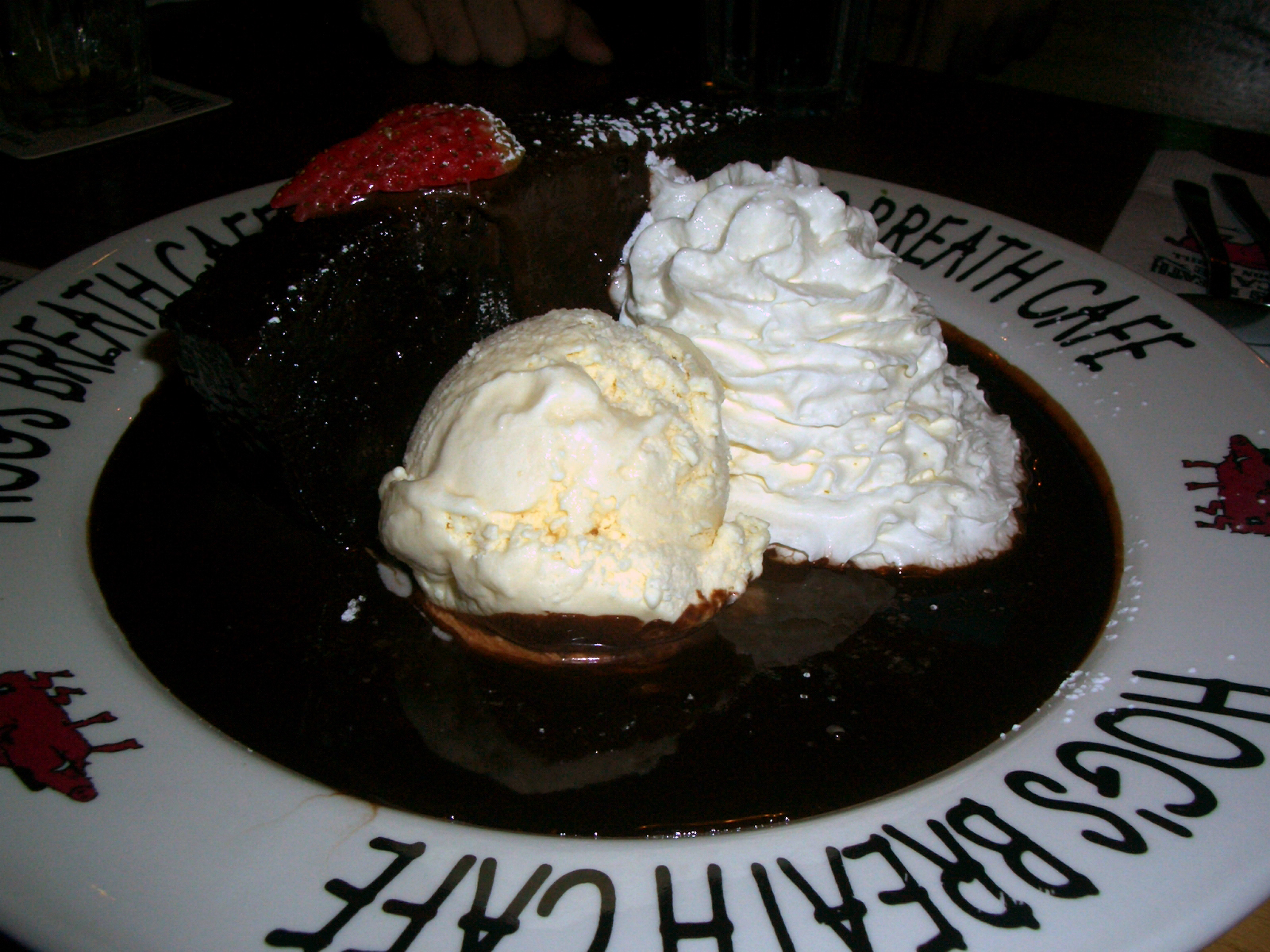

Mississippi Mud Pie (oder Mud Pie) ist eine Süßspeise aus der US-amerikanischen Küche, die aus Kuchen, Keksen, Custard, Eiscreme, Schlagsahne und Likör auf einem Kuchenboden aus Keksen (z. B. Oreo) zusammengesetzt ist, und mit heißem Fudge oder Schokoladensirup serviert wird. Der Name bedeutet auf Deutsch Schlammkuchen und erinnert an klebrige Matsch-Kuchen spielender Kinder.

## Geschichte
Das Konzept, Vanillesoße mit Kuchen oder Keksen zu kombinieren, geht auf europäische Kulinarik zurück: Trifle aus der elisabethanischen Ära, Wiener Schokoladentörtchen und Brownies aus dem 19. Jahrhundert. Die früheste schriftliche Erwähnung in den Vereinigten Staaten stammt aus dem Jahr 1965, der zufolge wurde Mud Pie von der Ehefrau eines Kochs aus Long Beach (Kalifornien) hergestellt, aber nicht erfunden. Zeitungen der frühen 1970er Jahre präsentierten dann in den Leserkolumnen Rezepte von Mud Pies, was darauf hindeutet, dass das Rezept zu dieser Zeit unter Hausfrauen im Umlauf war. Mitte der 1970er Jahre nahm die Restaurantkette Chart House den Mud pie in ihre Dessertkarte auf, weitere Restaurants und Firmenküchen folgten dem Beispiel. Obwohl einige frühe Rezepte für Mud Pie nachweislich aus Mississippi stammen, gibt es keine Beweise dafür, dass sie dort erfunden wurden.